# Berliner Speicher

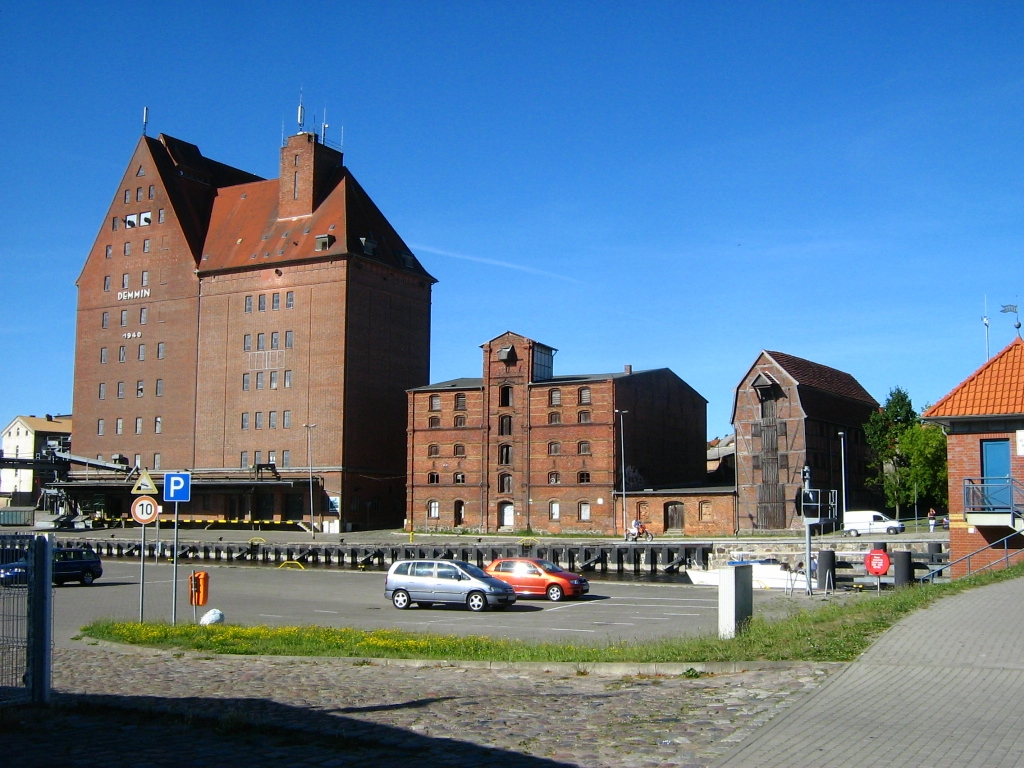
Von links: Klänhammer, Berliner und Lübecker Speicher

Der Berliner Speicher am Hafen und der Peene in Demmin (Mecklenburg-Vorpommern), Am Bollwerk 6, wurde 1900 gebaut und hat zusammen mit dem Klänhammer Speicher (1935/40) und dem Lübecker Speicher (1815) eine städtebaulich prägende Bedeutung als ein Wahrzeichen von Demmin. Das Gebäude steht unter Denkmalschutz.

## Geschichte

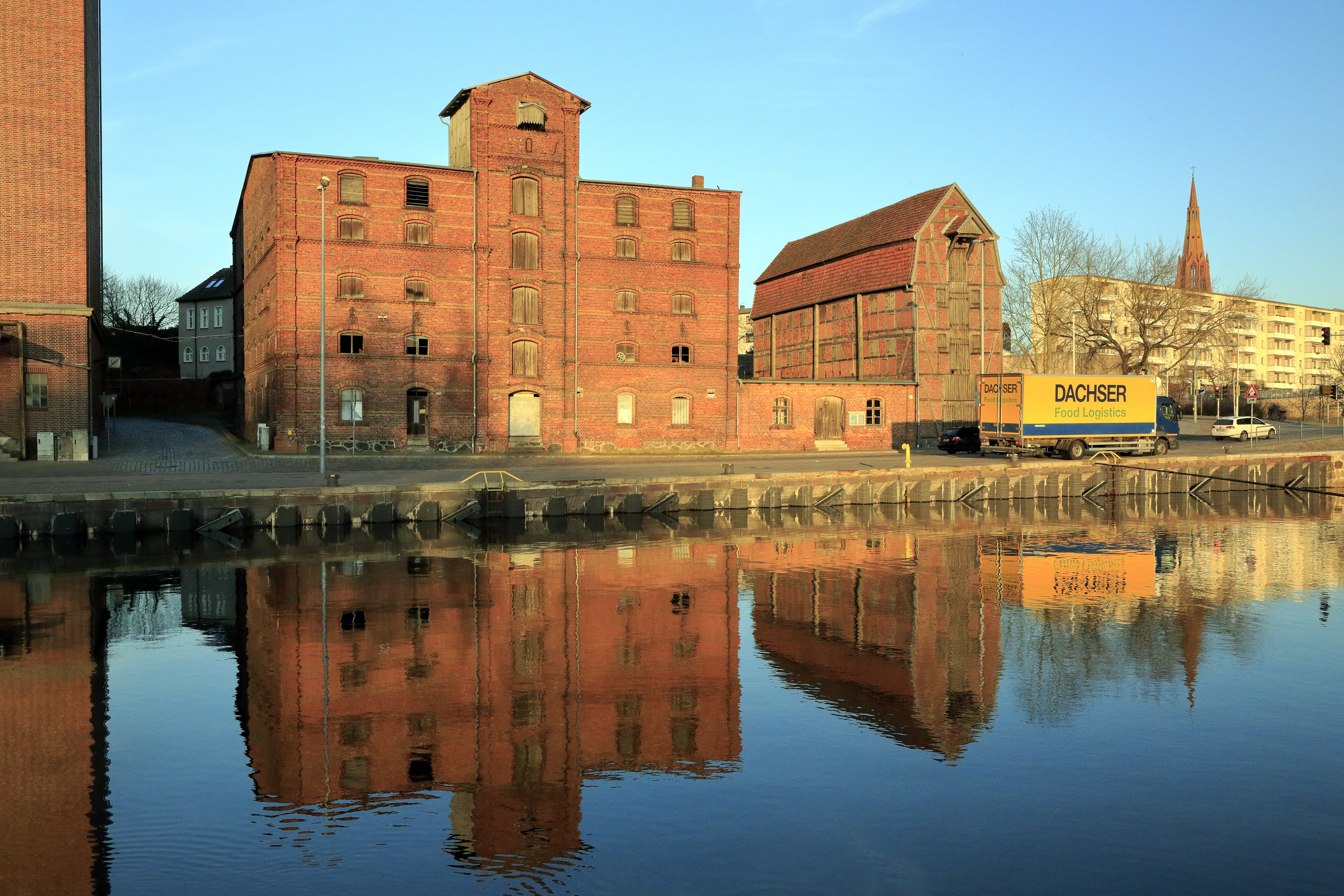
Berliner und Lübecker Speicher, 2022

Der viergeschossige, verklinkerte Speicher mit dem fünfgeschossigen Treppenhaus als Risalit wurde 1900 gebaut. Die Getreideanlieferungen der Speicher erfolgte 1904 auch durch die Hafenbahn Demmin über ein zusätzliches Gleis. Der Speicher steht aktuell leer; eine kulturelle Nutzung wird nach der erforderlichen aufwendigen Sanierung angestrebt, begleitet durch den Verein Berliner Speicher Demmin. 100 Meter stromabwärts steht am Hanseufer ein 1925 errichteter umgebauter Speicher.